# Batalla de Arbucias
La batalla de Arbucias, también denominada a veces como combate de Arbucias o batalla de las peñas de Grau d'en Sala, fue una escaramuza entre tropas borbónicas y locales de la localidad homónima durante la guerra de sucesión española. La batalla es conocida por ser una de las pocas derrotas borbónicas durante la campaña de Cataluña.

## Antecedentes
En 1713, se firma el tratado de Utrecht, y Felipe de Borbón queda finalmente sin oposición en Aragón y el Reino de Valencia, cuyos fueros e instituciones habían sido ya abolidos en 1707. Sin embargo, las autoridades del principado de Cataluña se negaron a aceptar esto, y los Tres Comunes se organizan para continuar con la guerra. 
El 4 de enero de 1714 se da inicio a la conocida como la revuelta de las Quincenadas, una serie de revueltas populares que se opinían a un nuevo impuesto, las Quincenadas, creado por el secretario de estado de hacienda Jean Orry. Si bien los impuestos no eran excesivos, el problema era que eran recaudados cada quince días, y no todos podían reunir el dinero en tan corto periodo de tiempo.
A esto, hay que sumarle que durante gran parte del siglo XVII, Cataluña había servido como punto de descanso para las tropas de la Monarquía Hispánica que iban a luchar contra Francia durante diversos conflictos como la guerra franco-española de 1635 a 1659 o la guerra de los Nueve Años, que llevaron a revueltas internas como la sublevación de Cataluña o la revuelta de los Barretines. Esto debido a que las tropas que allí se asentaban, ocupaban casas locales para descansar, y quienes allí vivían eran obligados a alimentarlos. Muchas veces, esto se traducía en abusos de las tropas, que despreciaban los alimentos y abusaban de las mujeres. Arbucias en concreto, había servido ya como punto de descanso en los años de  1680, 1682, 1691, 1693, 1696, 1698, 1701, 1710 i 1711. [cita requerida]

## La batalla
El 13 de enero de 1714, un contingente formado por 130 unidades de caballería y 670 soldados de la guardia valona, llega sin previo aviso a Arbucias. Se dirigían a Vich desde Hostalrich, con la intención de socorrer allí al general Feliciano Bracamonte. Deciden pasar allí la noche, pero durante la tarde, suceden una serie de hechos que llevan al enfado de la población. 
Según Francisco de Castellví en su obra Narraciones Históricas desde el año 1700 al 1725, fueron tres los hechos. El primero, fue que durante una disputa por el lugar en que descansarían los hombres, el alcalde del municipio acabó apaleado por las tropas borbónicas. El segundo hecho, es que un soldado valón intentó violar a una joven que se resistió lanzándole una piedra a la cara. El tercer y último hecho que se relata, es cuando un mensajero borbónico es acompañado por un guía local hasta Hostalrich, y cuando este regresó, portaba una herida de arma blanca.
Es aquí cuando los arbucienses, se deciden por preparar una emboscada a las tropas borbónicas a su salida al día siguiente. Durante la noche del 13 al 14 de enero, mantienen correspondencia con los municipios vecinos de San Hilario Sacalm, Espinelvas y Viladrau, quienes aceptan mandar ayuda. A la mañana siguiente, cuando la columna borbónica retomaba la marcha hacía Vich dirección Viladrau, arbucienses encienden hogueras para avisar a los voluntarios somatenes de las localidades vecinas que es hora de la emboscada.
En tan solo 6 horas, las tropas borbónicas son vencidas gracias al conocimiento de los rebeldes del terreno. Sufren numerosas bajas, que varían entre 250 y 500, dependiendo de la fuente, y numerosos prisioneros son capturados.